# 청궁링

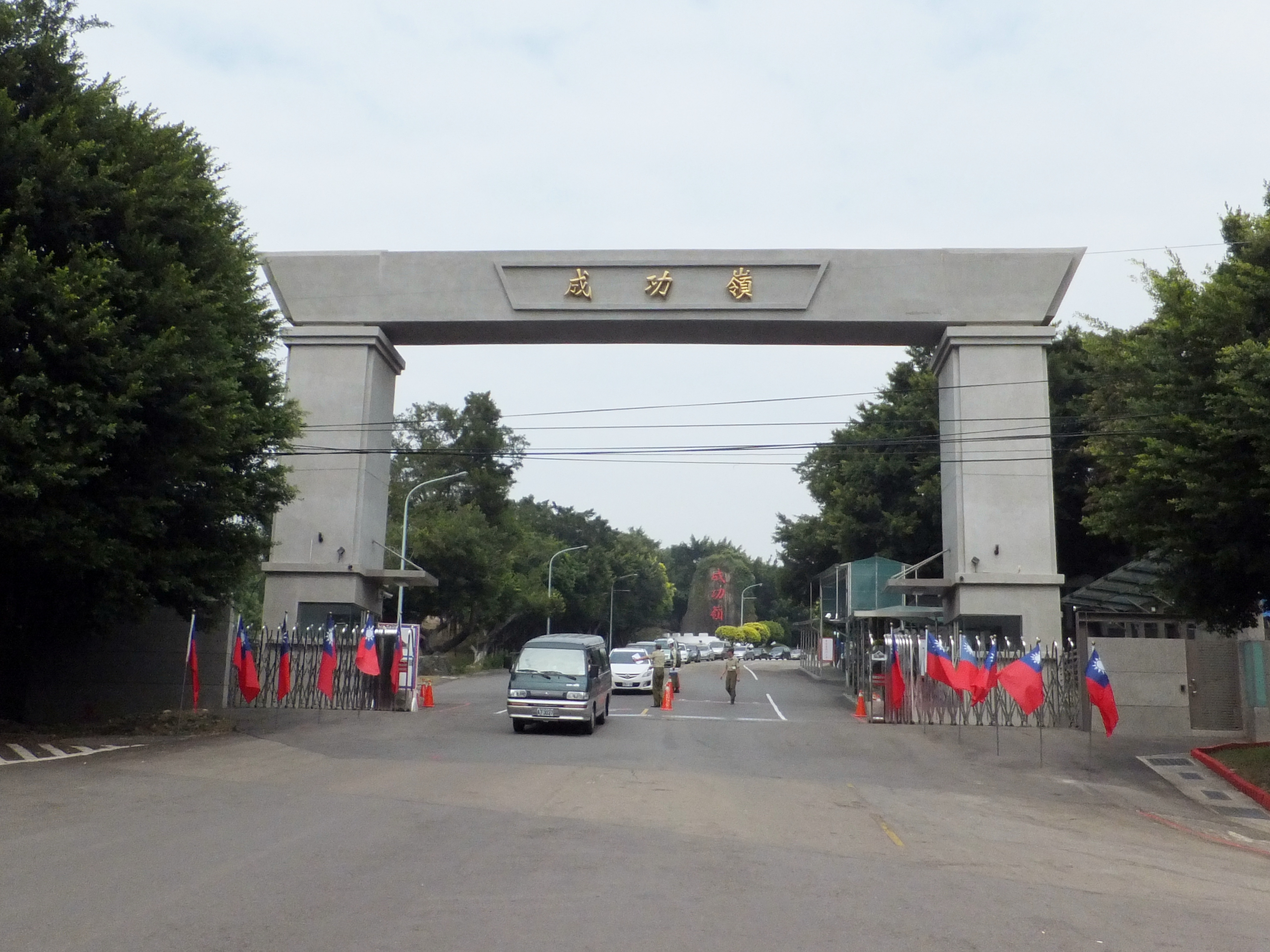
청궁링의 1호문(정문)

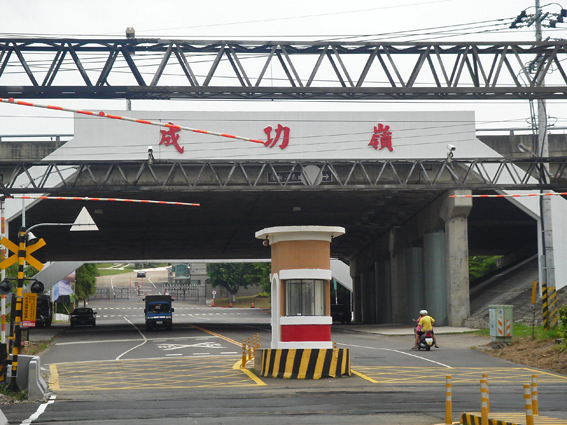
청궁링 1호문과 연결된 도로와 타이완 철로관리국 철도와 교차하는 건널목

청궁링(중국어 정체자: 成功嶺, 병음: Chénggōnglǐng, 한자음: 성공령)은 중화민국 국군의 훈련소이며, 대만 타이중시 우르구 다두산에 있다.

## 역사
대만일치시기에 당시 타이완에 주둔하던 일본군이 기마병 훈련용 군사기지로 성공기지(중국어 정체자: 成功基地, 병음: Chénggōngjīdì 청궁지디[*], 일본어: 成功基地、せいこうきち 세코오키지[*])를 창설하였다.
제2차 세계 대전 종전 후의 타이완에서 중화민국 정부가 성공기지를 "청궁링훈련소(중국어 정체자: 成功嶺訓練中心, 한자음: 성공령훈련중심)"로 이름을 바꾸었다.

## 관련 작품

### 음악

#### 청궁링의 노래
- 원문

國旗在飛揚，聲威浩壯，我們在成功嶺上，
鐵的紀律使我們鍛鍊成鋼，愛的教育給我們心靈滋養。
驚奇、震撼、緊張，替生命開創，
團結、合作、創造，讓智慧發光。
風雲變色，世界動盪，
我們在成功嶺上，擔當國家興亡，衝破驚濤駭浪，
靠我們自己的堅強力量，
永遠奮鬥前進，永遠奮鬥前進，迎接反共人心的歸向，
踏上成功之路，踏上成功之路，高唱勝利交響的樂章！

#### 청궁링상
- 원문

英雄來自四面八方　從四面八方奔向成功嶺上
英雄懷有崇高理想　為崇高理想集合在成功嶺上
堅定信念　認清方向
國家興亡　我們擔當
熱情洋溢　神采飛揚
個個都是中華的好兒郎

### 영화
- 청궁링상(1979년)
- 보고반장(1987년)
- 청궁링2 전면출격(1990년)
- 보고반장 - 신병보도(1991년)
- 보고반장5 여병보도(1997년)

### 방송
- 신병일기(2010년, 민간전민텔레비전공사)

## 같이 보기
- 중화민국 국방부
- 중화민국 육군
- 중화민국 해군
- 중화민국 공군